# 23270 Kellerman
23270 Kellerman è un asteroide della fascia principale. Scoperto nel 2000, presenta un'orbita caratterizzata da un semiasse maggiore pari a 2,4586505 UA e da un'eccentricità di 0,1788802, inclinata di 3,84685° rispetto all'eclittica.